# Football Club Cantonal Neuchâtel
Il Football Club Cantonal Neuchâtel è stata una società calcistica svizzera, con sede a Neuchâtel, capitale del cantone omonimo, fondata nel 1906, in seguito alla fusione tra FC Neuchâtel e FC Vignoble. Nel 1908 acquista il terreno di Colombier.
Disputa a più riprese il campionato di massima divisione elvetica: tra il 1906 e il 1931, tra il 1941 ed il 1948, nel 1950-1951 e nel 1963-1964.
Nella sua storia ha vinto 1 campionato svizzero, nella stagione 1915-16, sconfiggendo nel girone finale gli zurighesi del FC Winterthur-Veltheim per 5-3 e i basilesi del BSC Old Boys Basel per 5-1.
Raggiunge anche una finale di Coppa Svizzera nel 1950, dove affronta il FC Lausanne-Sport. Il risultato della prima gara, 1-1, costringe le due squadre ad un replay, che vede la squadra di Losanna imporsi per 4-0.
Nel 1969 cambia denominazione in Neuchâtel-Sports.
Nel 1970, fondendosi con il FC Xamax, dà vita ad un nuovo club, il Neuchâtel Xamax Football Club, tuttora esistente.
Nel 1977 viene ricostituita una nuova società chiamata FC Cantonal Neuchâtel.

## Palmarès

### Competizioni nazionali
- Campionato svizzero di calcio: 1

1915-1916
- Lega Nazionale B: 1

1949-1950
- Prima Lega: 1

1938-1939

### Altri piazzamenti
- Coppa Svizzera:

Finalista: 1949-1950
Semifinalista: 1955-1956, 1958-1959, 1965-1966
- Challenge League:

Secondo posto: 1962-1963
Terzo posto: 1936-1937 (girone ovest), 1939-1940 (Secondo girone), 1957-1958, 1958-1959

## Stagioni in massima serie
| Stagione | Competizione              | Piazzamento | Note                                                               |
| -------- | ------------------------- | ----------- | ------------------------------------------------------------------ |
| 1906-07  | Serie A - Girone Ovest    | 2°          |                                                                    |
| 1907-08  | Serie A - Girone Ovest    | 4°          |                                                                    |
| 1908-09  | Serie A - Girone Ovest    | 3°          |                                                                    |
| 1909-10  | Serie A - Girone Ovest    | 6°          |                                                                    |
| 1910-11  | Serie A - Girone Ovest    | 2°          | 1° ex aequo con Servette FC Genève, perde spareggio 1º posto       |
| 1911-12  | Serie A - Girone Ovest    | 2°          |                                                                    |
| 1912-13  | Serie A - Girone Ovest    | 4°          |                                                                    |
| 1913-14  | Serie A - Girone Ovest    | 1°          | Accede al girone finale - Si classifica 3º assoluto                |
| 1914-15  | Serie A - Girone Ovest    | 3°          |                                                                    |
| 1915-16  | Serie A - Girone Ovest    | 1°          | Accede al girone finale - Si laurea Campione di Svizzera           |
| 1916-17  | Serie A - Girone Ovest    | 5°          |                                                                    |
| 1917-18  | Serie A - Girone Ovest    | 4°          |                                                                    |
| 1918-19  | Serie A - Girone Ovest    | 5°          |                                                                    |
| 1919-20  | Serie A - Girone Ovest    | 4°          |                                                                    |
| 1920-21  | Serie A - Girone Ovest    | 2°          |                                                                    |
| 1921-22  | Serie A - Girone Ovest    | 5°          |                                                                    |
| 1922-23  | Serie A - Girone Ovest    | 5°          |                                                                    |
| 1923-24  | Serie A - Girone Ovest    | 6°          |                                                                    |
| 1924-25  | Serie A - Girone Ovest    | 7°          |                                                                    |
| 1925-26  | Serie A - Girone Ovest    | 6°          |                                                                    |
| 1926-27  | Serie A - Girone Ovest    | 6°          |                                                                    |
| 1927-28  | Serie A - Girone Ovest    | 9°          | Disputa gli spareggi salvezza; batte il Forward Morges e si salva. |
| 1928-29  | Serie A - Girone Ovest    | 5°          |                                                                    |
| 1929-30  | Serie A - Girone Ovest    | 9°          |                                                                    |
| 1930-31  | Prima Lega - Girone Ovest | 8°          | Retrocede nella nuova Prima Lega                                   |
| 1941-42  | Lega Nazionale A          | 10°         |                                                                    |
| 1942-43  | Lega Nazionale A          | 5°          |                                                                    |
| 1943-44  | Lega Nazionale A          | 7°          |                                                                    |
| 1944-45  | Lega Nazionale A          | 6°          |                                                                    |
| 1945-46  | Lega Nazionale A          | 8°          |                                                                    |
| 1946-47  | Lega Nazionale A          | 12°         |                                                                    |
| 1947-48  | Lega Nazionale A          | 14°         | Retrocede in Lega Nazionale B                                      |
| 1950-51  | Lega Nazionale A          | 14°         | Retrocede in Lega Nazionale B                                      |
| 1963-64  | Lega Nazionale A          | 14°         | Retrocede in Lega Nazionale B                                      |